# Ellamaa raba
Ellamaa raba är en mosse i Estland.   Den ligger i landskapet Raplamaa, i den centrala delen av landet, 80 km söder om huvudstaden Tallinn.